# Naissance en 1134
Naissance
- 1130
- 1131
- 1132
- 1133
- 1134
- 1135
- 1136
- 1137
- 1138

Cette page dresse une liste de personnalités nées au cours de l'année 1134 :
- 3 juin : Geoffroy VI d'Anjou, comte d'Anjou, du Maine et de Nantes.

- Basava, philosophe shivaïte.
- Gerardo dei Tintori, religieux catholique italien et saint patron de Monza.
- Fujiwara no Kinshi, impératrice consort du Japon.
- Harald Maddadsson, comte des Orcades et mormaer de Caithness.
- Néophyte de Chypre, moine et ermite.
- Oda de Brabant (en), religieuse belge.
- Raymond V de Toulouse, comte de Toulouse, de Saint-Gilles, duc de Narbonne, marquis de Gothie et de Provence.
- Sanche III de Castille, roi de Castille.

date incertaine (vers 1134)
- Ulrich d'Olomouc, duc de Hradec Králové.

## Crédit d'auteurs
- Cet article est partiellement ou en totalité issu de l'article intitulé « 1134 » (voir la liste des auteurs).